# トバイアス・グレグスン
トバイアス・グレグスン (Tobias Gregson) はシャーロック・ホームズシリーズに登場する架空の人物。ロンドン警視庁（スコットランドヤード）の警部で、レストレード警部のライバルである。
初登場した『緋色の研究』では「背の高い、髪が亜麻色で、色の白い男」「肉付きのよい手をした」と表現されている。